# Градища (Дъмбени)
Градища (на гръцки: Γραδίστα, Φρούριο Αρματωλός) е средновековно укрепление в Южна Македония, Костурско, Гърция.

## Местоположение
Останките от крепостта са на 900 m надморска височина в Дъмбенската планина, на десния бряг на Рулската река (Ладопотамос), на 4 km северно от село Сливени (Коромилия) и на 2 km югоизточно от село Дъмбени (Дендрохори). Крепостта има визуална връзка с разположената на север крепост Градища (Габрешкото кале). Разположението ѝ е стратегическо над Рулската река, по която минава пътят от Костур на север към Корча. Северно от Градища минава пътят Дъмбени - Берик. Естественото плато заема площ от около 20 декара и укреплението използва естествените склонове на земята.

## Описание
Стените са изградени с местен варовик с различни цветове и обилно бяло гипсово свързващо вещество. Зидът е с дебелина 1 m и следва естественият склон на терена. Планът е елипсовиден с дълги страни на север и юг. Източната страна е стръмна и недостъпна, с естествено изсечени скали, завършващи в дъното на речното корито. Това е районът, в който са открити няколко пещери с индикации за използването им като скитове. От тази страна укреплението е по-слабо, докато на запад, където изглежда е бил входът, конструкцията на стената е сложна с възможност за кули. Това е и единствената страна, която предлага лесен достъп. Вероятно в крепостта е имало сгради, тъй като се наблюдават купчини повредена каменна зидария. Открити са останки от керамика, датирана в средновизантийския период, сходни с находки в съседната шестеовска крепост Градище.
В крепостта или близо край нея се е намирал средновековният манастир „Свети Архангели“, разрушен от албански банди в 1716 година.
В 1969 година името на крепостта е сменено от Градища (Γκραδίστα) на Кастраки (Καστράκι), в превод крепостчица.